# Markus Felfernig
Markus Felfernig (* 18. Juni 1983, Salzburg) ist ein ehemaliger österreichischer Fußballspieler. Seit 2008 spielte er bei der Kapfenberger SV in der österreichischen Fußball-Bundesliga. Bei diesem Verein beendete er 2015 seine Karriere. 

## Karriere
Felfernig begann seine Karriere als aktiver Fußballspieler beim USK Elsbethen in Salzburg. Später kam er über dem PSV Salzburg zur SV Austria Salzburg, wo er auch sein Bundesligadebüt gab. In den Saisonen 2000/01 und 2001/02 war er bereits Einsatzspieler in der Bundesliga, konnte aber nur fünf Spiele bestreiten, ehe er 2002 für ein Jahr zum ASVÖ FC Puch verliehen wurde. Nach der Übernahme der SV Austria Salzburg durch Dietrich Mateschitz im Jahre 2005 und der Umbenennung in FC Red Bull Salzburg, war Felfernig nur mehr Spieler der Amateure, denen er bis 2008 angehörte. In diesem Jahr wechselte er zum Bundesligaaufsteiger dem Kapfenberger SV.